# Agencia Meteorológica de Japón

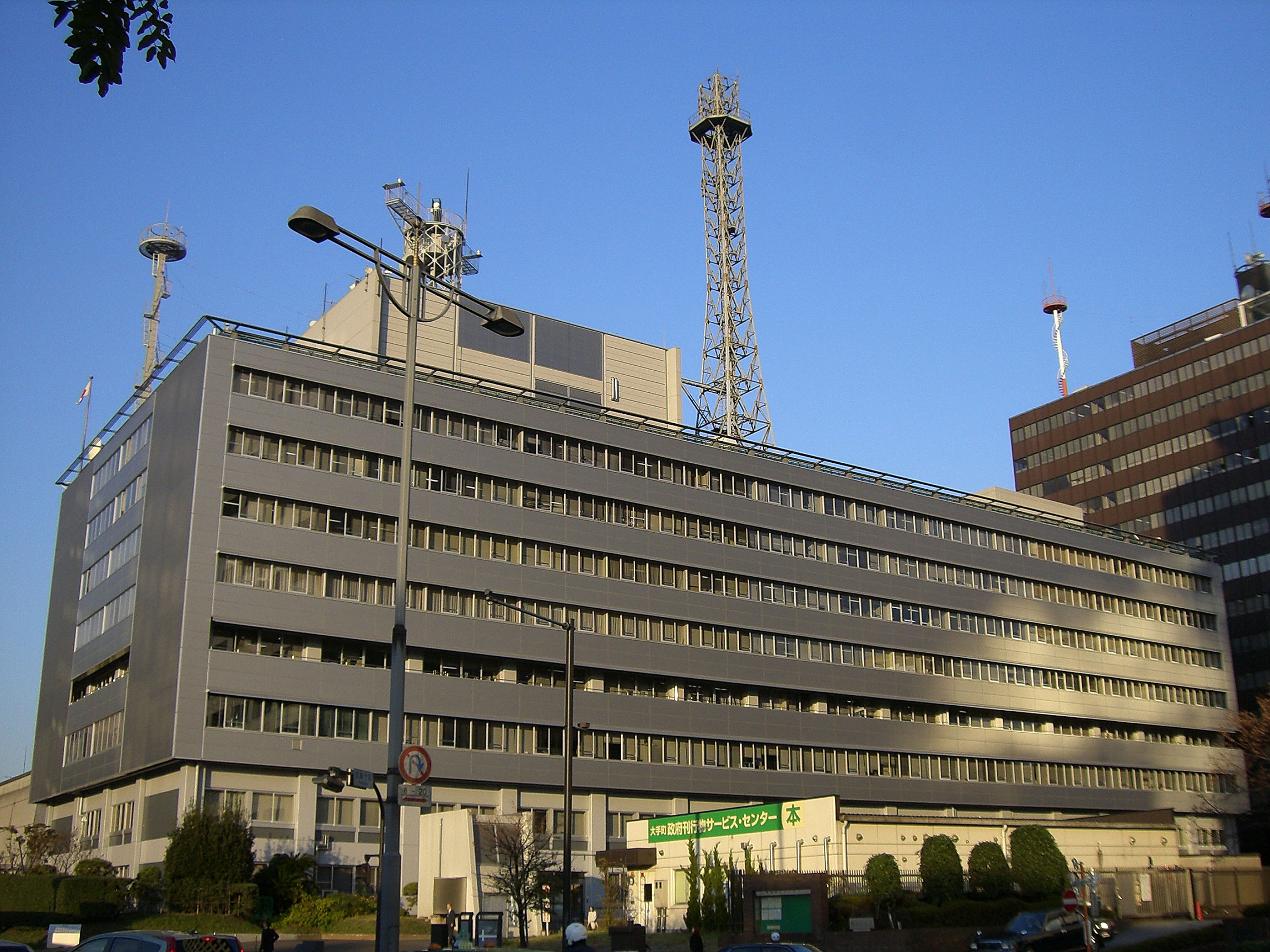
Edificio de la Agencia Meteorológica de Japón en Chiyoda, Tokio.

La Agencia Meteorológica de Japón (気象庁 Kishōchō?) o AMJ por sus siglas en español o JMA por sus siglas en inglés, es el servicio meteorológico del Gobierno de Japón. Encargado de obtener y reportar datos sobre pronósticos meteorológicos en Japón, es una parte semiautónoma del Ministerio de Tierras, Infraestructura y Transporte. También se encarga de la observación y la advertencia de terremotos, tsunamis y erupciones volcánicas.
Con sede en Chiyoda, Tokio, la agencia tiene seis oficinas administrativas. Cuatro observatorios marinos, cinco auxiliares de instalaciones, cuatro Centros de Aviación del Servicio Meteorológico local y 47 observatorios meteorológicos en la cual son utilizados para obtener datos, complementado por satélites meteorológicos y centros de investigación.
La AMJ también opera un Centro Meteorológico Regional Especializado para los Pacífico Noroeste y avisos de ciclones tropicales en el área.

## Servicios
La JMA no sólo se encarga de recopilar e informar de los datos y previsiones meteorológicas en Japón, sino también de la observación y alerta de terremotos, tsunamis y erupciones volcánicas.
La agencia cuenta con seis oficinas administrativas regionales (incluyendo cinco DMO y el Observatorio Meteorológico de Okinawa), cuatro Observatorios Marinos, cinco instalaciones auxiliares, cuatro Centros de Servicios Meteorológicos de Aviación y 47 oficinas locales compuestas por los LMO. También se utilizan para recopilar datos, complementados por satélites meteorológicos como el Himawari, y otros institutos de investigación.
En 1968, la Organización Meteorológica Mundial (OMM) designó al JMA como Centro Meteorológico Regional Especializado (RSMC) para Asia. En junio de 1988, la OMM también asignó al JMA como RSMC para el Pacífico Noroccidental en el marco de su programa de Ciclones Tropicales. En julio de 1989, se estableció el RSMC Tokio - Centro de Tifones dentro de la oficina central, que se ocupaba de la previsión y difusión de los ciclones tropicales activos, así como de preparar un resumen de la actividad ciclónica de cada año.